# Konviktskirche (Ehingen)

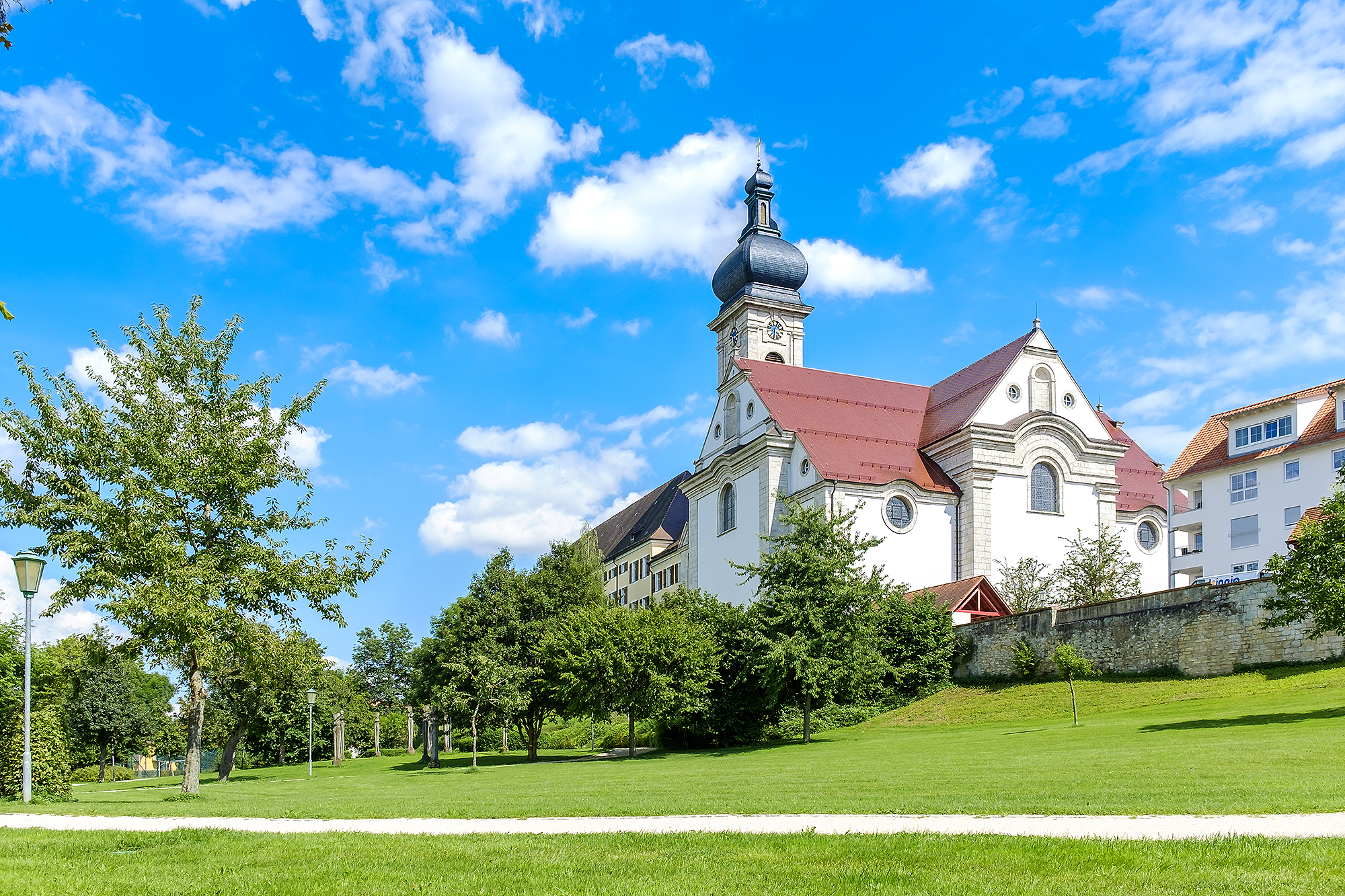
Konviktskirche – Blick vom Stadtgarten

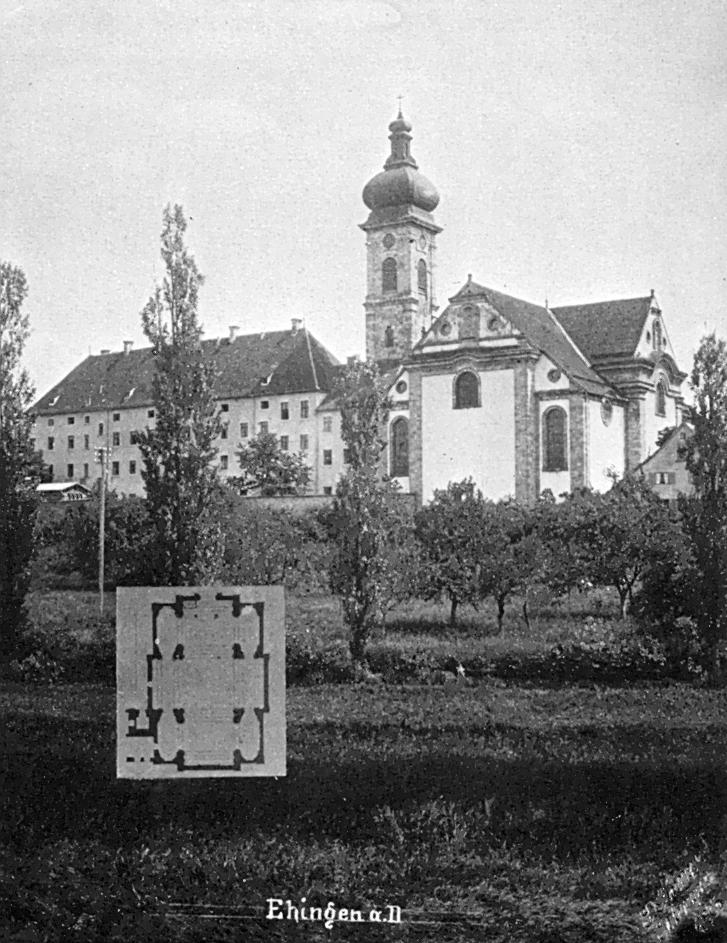
Paul Sinner: Konvikt und Konviktskirche Ehingen

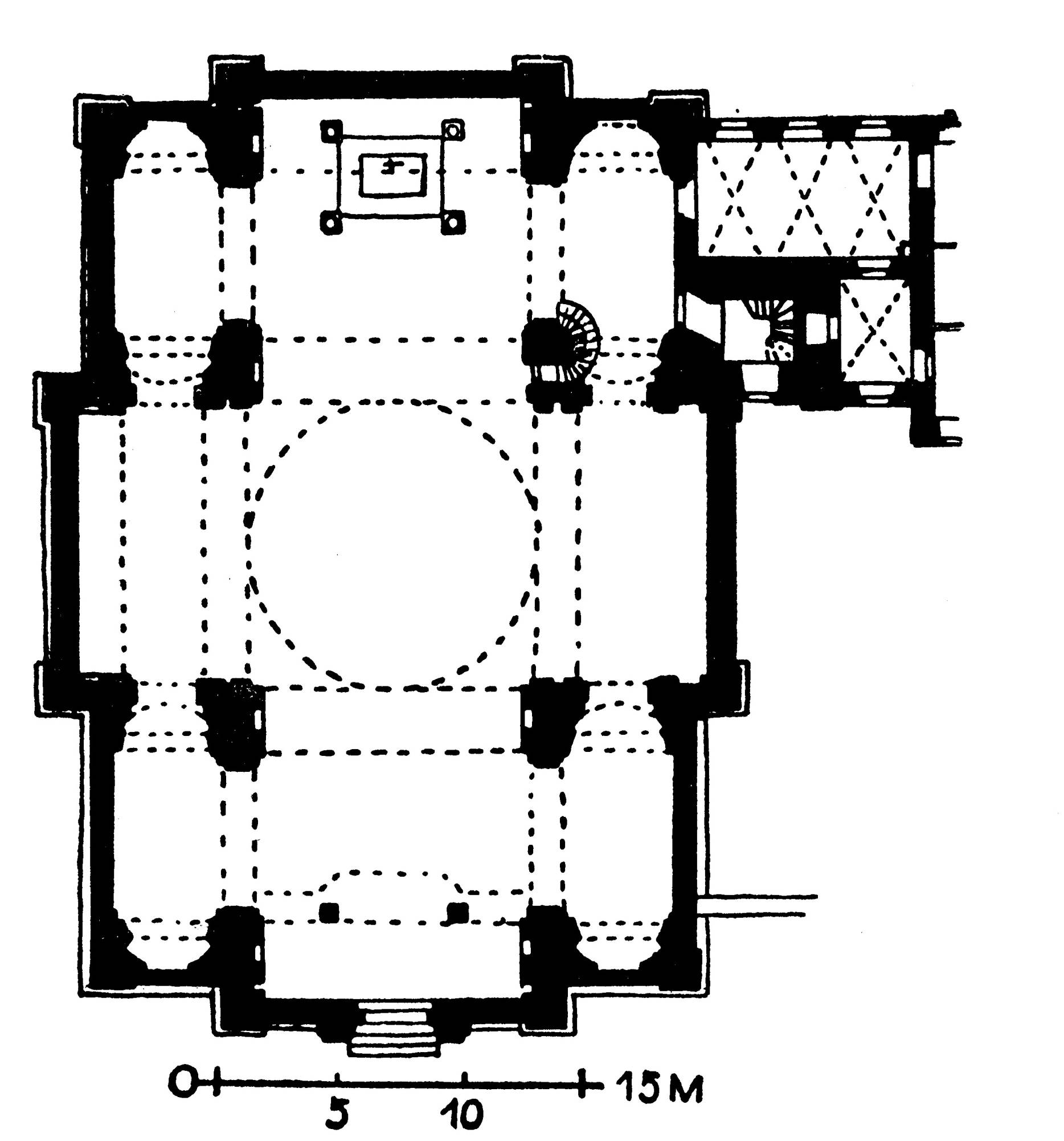
Grundriss

Die Konviktskirche (von Konvikt) (auch Herz-Jesu-Kirche) ist eine von drei römisch-katholischen Kirchen im Kern von Ehingen (Donau). Sie ist zudem eine der ältesten Herz-Jesu-Kirchen und ist seit 1934 der Diözese Rottenburg-Stuttgart direkt unterstellt.

## Lage
Die Konviktskirche liegt am nördlichen Ende der Altstadt Ehingens. Ihre Architektur wurde durch ihre Angliederung an das Kolleg (heute Grundschule im alten Konvikt) im Nordosten bedingt und ist Grund dafür, dass die Konviktskirche nicht geostet, sondern nach Norden ausgerichtet ist. Angrenzend an das Kirchen- und Kollegsgebäude verläuft ein Teil der ehemaligen Stadtmauer, dahinter liegt das Groggental (mit Groggensee und Schmiech) und der Stadtgarten.

## Geschichte

### 18. Jahrhundert
1686 kamen das benediktinische Kloster Zwiefalten und die Stadt Ehingen überein, ein Gymnasium auf Ehinger Gebiet zu gründen, und legten vertraglich fest, dass das Kloster drei Professoren, die Stadt die Räumlichkeiten stellt. 1698 bis 1709 wurde ein neues, großes Kollegiumsgebäude nach Entwürfen des Vorarlberger Baumeisters Franz Beer errichtet. Am 23. Mai 1712 legte der Abt des Klosters Zwiefalten, Wolfgang Schmidt, den Grundstein der zugehörigen, ebenfalls von Beer entworfenen Kollegiumskirche. 1719, in der Amtszeit von Schmidts Nachfolger Beda Summerberger, konnte das barocke Bauwerk fertiggestellt und durch den Konstanzer Weihbischof und Generalvikar Konrad Ferdinand Geist auf den Titel des Heiligsten Herzen Jesu geweiht werden. Damit gehörte die Ehinger Kollegiumskirche zu den ersten Herz-Jesu-Kirchen in Deutschland und weltweit.
50 Jahre später, am 6. August 1769, schlug ein Blitz in den Kirchturm ein, und ein Feuer brach aus. Nicht nur der Turm brannte zur Hälfte nieder – auch das Dach mit seinen vier Giebeln fiel den Flammen zum Opfer. Während der folgenden 116 Jahre wurde der Kirchenbau nur von einem provisorischen Dach beschützt.

### 19. Jahrhundert
Wie viele andere kirchliche Einrichtungen, so fiel auch die Kollegiumskirche 1802 der Säkularisation zum Opfer. Das Bauwerk verlor den Großteil der sehr reichen Ausstattung, darunter alle Heiligenfiguren, und wurde fortan als „Fruchthalle“ genutzt, diente also der Lagerung von Nahrungsmitteln. Erst 30 Jahre später entsprach König Wilhelm I. von Württemberg der Bitte des Gymnasiums um Nutzung der Kirche für den Gymnasialgottesdienst. Am 1. Mai 1841, nach notdürftiger Wiederherstellung in den Jahren 1838 bis 1840, konnte der Kirchenbau seiner Bestimmung als „Konviktskirche“ übergeben werden.
Gegen Ende des 19. Jahrhunderts traten bauliche Mängel zum Vorschein. So fielen mehrfach Teile des Deckenreliefs herab und sorgten so für die Diskussion um eine Renovierung. Diese wurde 1885 fertiggestellt. 116 Jahre nach der Errichtung des provisorischen Dachs trug die Kirche nun wieder ein richtiges Dach, bei dessen Errichtung allerdings erhebliche Fehler gemacht wurden, die dafür sorgten, dass sich das Kuppeldach bis ins 21. Jahrhundert um rund 30 cm absetzte.
Neben der Erneuerung des Kuppeldachs erhielt die Konviktskirche im Laufe der Zeit auch einige wenige Objekte ihres ursprünglichen Inventars zurück.

### 20. Jahrhundert
Zu Beginn des 20. Jahrhunderts wurden unter anderem der Hochaltar im Nordteil der Kirche und zahlreiche Gemälde aufgestellt. Damit verfolgte man weiterhin das Interesse, die Kirche wieder so auszustatten, wie sie es früher einmal war.
1934 ging die Kirche in das Eigentum der Diözese über und ist seither dem Bistum direkt unterstellt.
Auch der Konviktskirche wurden – wie in allen anderen Kirchen Deutschlands – während des Zweiten Weltkrieges 1942 ihre Glocken abgenommen.
1960 entschied man sich schließlich für eine grundlegendere Renovierung, die – dies waren Grundziele – den Zentralcharakter der Kirche verstärken sollte. Der Altarraum unter der Vierung wurde vergrößert, die vier Seitenarme mit Bankreihen ausgestattet, sodass zusätzlich eine Führung auf den Kern der Sakralbaute – dem Alter, der unmittelbar unter dem Herzen Jesu steht – bedingt wurde. Zusätzlich wollte man die Deckenreliefs besser zur Geltung bringen; somit wurden diese und auch die Deckenmalereien restauriert, die Kanzel und die Orgelempore beseitigt.
Die Kirche wurde dadurch beabsichtigt nüchtern und der große Kircheninnenraum wurde zu einem gewaltigen Klangkörper. Ebenso erneuert wurden die Fenster, neue Bleiglasfenster wurden eingesetzt. Die Orgelempore, die sich ursprünglich über dem Eingang im Süden befand, wurde abgerissen und durch einen Windfang aus Glas ersetzt. Diese Form der Vorhalle aus Glaswänden existiert auch heute noch und lässt dem Besucher so die Möglichkeit, die Konviktskirche auch außerhalb der Gottesdienstzeiten vom Portal aus zu betrachten.
Neben der Restauration der Deckenmalereien wurden auch die Wände neu verkalkt; der Kirchenraum erstrahlt daher in Weiß und betont zusätzlich den moderneren, nüchternen Charakter.
Des Weiteren wurde eine neue Orgel an der nordöstlichen Turmwand eingesetzt (von der Firma Späth aus Ennetach) und ein neuer Altar. Der Boden wurde erneuert und der Altarraum (insbesondere die Stufen zum Altar) großzügig mit Marmor ausgestattet. Nach rund zweijährigen Renovierungsarbeiten wurde die Konviktskirche am 8. Juli mit einer Altarweihe wieder eröffnet.

### 21. Jahrhundert
Ab dem Jahr 2011 wurde die Konviktskirche aufgrund baulicher Mängel geschlossen. Die sich absetzende Kuppel und auch das restliche Dach waren mitunter Hauptgründe für eine notwendige Restaurierung. In vier Jahren wurde rund ein Fünftel des im Dachstuhl verbauten Holzes erneuert. Der Architekt Gerhard Scheid und der Restaurator Franz Schick wurden hierfür von der Diözese Rottenburg-Stuttgart beauftragt. Diese trug auch die Kosten von ca. 2,7 Mio. Euro.
Im Zuge der Restaurierung wurden zudem neben der Installation von zahlreichen Leuchten, die den Kuppelraum und die Decken erleuchten sollen, auch Gemälde, die aus anderen Kirchen stammten, umgetauscht.
Mit einem Festgottesdienst mit Altarweihe wurde die Konviktskirche am 8. Juni 2015 eröffnet.

## Architektur
Der Grundriss der Konviktskirche in Ehingen hat die Form eines griechischen Kreuzes, vermutlich beeinflusst von der Salzburger Kollegienkirche. Maßgebend für diese Form der Architektur ist der starke Zentralcharakter der Kirche. Die vier gleich langen Seitenarme treffen sich im Zentrum, das bei Herz-Jesu-Kirchen das Herz Jesu repräsentiert. Der Architekt Franz Beer, der vermutlich diese Sakralbaute entworfen hat, wählte für dieses Zentrum ein Kuppeldach. (Darunter befindet sich der Altar.) Diese allerdings sehr flache Kuppel wird umgeben von vier Giebeln, die angrenzenden Dächer der Seitenarme. Generell wurde die Decke des Kirchenraums rein tonnenartig gestaltet; die Wölbung der einzelnen Seitenschiffe vereinen sich im Zentrum zur erwähnten Flachkuppel.
Im Nordosten, dort, wo das Kollegiengebäude an die Kirche anbindet, befindet sich der Kirchturm.

## Ausstattung

### Gemälde und Deckenmalereien
Die Rückwand des ehemaligen Hochaltars schmückte einst ein Gemälde Melchior Seidels, Der Lanzenstich, das auf einer Leinwand gemalt wurde. Der 1718 gemalte „Tod Mariae“ von Johann Georg Bergmüller ersetzte das Hochaltarbild. Im Zuge der Restaurierungsarbeiten im 21. Jahrhundert wurden die Gemälde Mariä Heimsuchung und Darstellung des Herrn in die Kirche und die Auferweckung des Lazarus aus der Kirche gebracht.
Des Weiteren finden sich Werke des Künstlers Melchior Paulus.
In der zentral liegenden Kuppel ist eine offene Kuppel dargestellt. In deren Mitte wurde das Herz Jesu gemalt. Vier Tore sind dargestellt, unter denen je ein Engel steht, der ein Leidenswerkzeug Christi hält. Max Eugen Koerber schreibt hierzu: „Im großen Bild über dem ehemaligen Hochaltar ist die Seitenöffnung Christi mit dem ungläubigen Thomas dargestellt. [Genau gegenüber, also im südlichen Kreuzarm, findet sich eine Darstellung des Abendmahls.] [...] Im westlichen (linken) Querflügel ist die Verherrlichung der Jungfrau Maria [...] im östlichen (rechten) [die des] heiligen Josef[s] dargestellt.“

### Altar
Ursprünglich befanden sich sieben Altäre in der Konviktskirche. Nach der Säkularisation und der Renovierungen befindet sich nur noch einer, ein zentral gelegener in der Kirche. Der Altar stammt aus dem Jahre 1962 und wurde aus Marmor gefertigt. Er befindet sich zentral und unter dem „Core Jesu“ (Herzen Jesu).
Der große Altarraum um ihn herum liegt nur wenig tiefer. Auf ihm sind fünf Kreuze eingraviert, die die fünf Wundmale Jesu darstellen sollen.
Bei der Altarweihe am 28. Juni 2015 erhielt er seine Reliquien, Körperteile der Heiligen Prosperus und Clarus.

### Orgel
Die Orgel wurde 1963 vom Schweizer Orgelbauunternehmen Späth Orgelbau AG als Opus 759 gebaut. Sie verfügt über 21 Register auf zwei Manualen und Pedal. Sie ersetzt ein Vorgängerinstrument, das 1854 von Carl Gottlieb Weigle gebaut worden war und mit 17 Registern auf ebenfalls zwei Manualen und Pedal etwas weniger umfangreich war.